# Onio
El sufijo -onio (-onia en plural) hace referencia al estado ligado de una partícula y su respectiva antipartícula. Su nombre se forma, por tanto, añadiendo el sufijo -onio al nombre de la partícula constituyente. Sin embargo, una excepción es el muonio, nombre asignado por la IUPAC al sistema formado por un antimuon y un electrón y no a uno formado por un muon-antimuon. Este último sistema recibiría el nombre de "muonio verdadero".

## Ejemplos
El positronio es un onio formado por un electrón y un positrón en un estado metaestable de larga duración. El positronio ha sido estudiado desde la década de los 50 para entender los estados ligados en la teoría cuántica de campos. Un reciente avance llamado electrodinámica cuántica no relativista (NRQED, por sus siglas en inglés) usa este sistema como un "campo de pruebas". El pionio, un estado ligado de dos piones de carga opuesta, es de gran importancia para el estudio de la interacción nuclear fuerte. Este también es el caso del protonio. Sin embargo, los verdaderos análogos del positronio en las teorías de las interacciones nucleares fuertes no son los átomos exóticos sino algunos mesones, los estados quarkonio, los cuales están formados por un quark pesado como el quark encantado o fondo y su antiquark. (Los quarks arriba son tan pesados que se desintegran debido a la interacción nuclear débil antes de poder formar un estado ligado.) La exploración de estos estados mediante la cromodinámica cuántica no relativista (NRQCD, por sus siglas en inglés) y la QCD reticular son pruebas de la cromodinámica cuántica (QCD) con una importancia progresiva. El entender los estados ligados de los hadrones como el pionio y el protonio es importante a fin de clarificar las nociones relacionadas con los hadrones exóticos como las moléculas mesónicas y pentaquarks.